# لوسیانو امیلیو
لوسیانو امیلیو (به پرتغالی: Luciano Emílio) مهاجم اهل برزیل است که در شهر Ilha Solteira و در تاریخ ۱۲ دسامبر ۱۹۷۸ به دنیا آمده‌است.
لوسیانو امیلیو در تیم‌های فوتبال XV de Piracicaba سابقهٔ حضور دارد.